# Ludwika Sosnowska
Ludwika Sosnowska herbu Nałęcz (ur. 1751, zm. 6 grudnia 1836 w Równem) – polska szlachcianka, córka hetmana polnego litewskiego Józefa Sosnowskiego i Tekli z domu Despot-Zenowicz, żona księcia Józefa Aleksandra Lubomirskiego.
Ukochana Tadeusza Kościuszki, wolą ojca poślubiona Lubomirskiemu. Najdokładniejszą relację dotyczącą zakończenia romansu Tadeusza Kościuszki i Ludwiki Sosnowskiej pozostawił w swoim wspomnieniu „Nieszczęśliwa miłość Kościuszki. Nota przez Świadka naocznego napisana” marszałek guberni mińskiej Michał Despot-Zenowicz, który był krewnym Ludwiki (Ludwika Sosnowska była cioteczną siostrą ojca Michała Despot-Zenowicza). 
Na skutek kłopotów finansowych mąż w 1794 roku przekazał jej zastawiony majątek w Równem, który wyprowadziła z długów. 
Miała troje dzieci, Henryka Ludwika i Fryderyka Wilhelma oraz córkę Helenę.